# Антем (Аризона)
Антем (англ. Anthem) — переписна місцевість (CDP) в США, в окрузі Марікопа штату Аризона. Населення — 23 190 осіб (2020).

## Географія
Антем розташований за координатами 33°50′59″ пн. ш. 112°7′23″ зх. д. / 33.84972° пн. ш. 112.12306° зх. д. (33.849663, -112.123140). За даними Бюро перепису населення США в 2010 році переписна місцевість мала площу 20,69 км², з яких 20,68 км² — суходіл та 0,01 км² — водойми.

### Клімат
| Клімат : Антем        | Клімат : Антем | Клімат : Антем | Клімат : Антем | Клімат : Антем | Клімат : Антем | Клімат : Антем | Клімат : Антем | Клімат : Антем | Клімат : Антем | Клімат : Антем | Клімат : Антем | Клімат : Антем | Клімат : Антем |
| Показник              | Січ.           | Лют.           | Бер.           | Квіт.          | Трав.          | Черв.          | Лип.           | Серп.          | Вер.           | Жовт.          | Лист.          | Груд.          | Рік            |
| Середній максимум, °C | 18,3           | 20,3           | 22,8           | 27,2           | 32,6           | 37,7           | 39,6           | 38,3           | 35,7           | 30,1           | 22,9           | 18,4           | 28,7           |
| Середній мінімум, °C  | 4,2            | 5,5            | 7,4            | 10,3           | 15,1           | 19,9           | 24,2           | 23,5           | 20,4           | 14,3           | 7,9            | 4,3            | 13,1           |
| --------------------- | -------------- | -------------- | -------------- | -------------- | -------------- | -------------- | -------------- | -------------- | -------------- | -------------- | -------------- | -------------- | -------------- |
| Джерело: Anthem News  |                |                |                |                |                |                |                |                |                |                |                |                |                |

## Демографія
Згідно з переписом 2010 року, у переписній місцевості мешкало 21 700 осіб у 7451 домогосподарстві у складі 6037 родин. Густота населення становила 1049 осіб/км². Було 8801 помешкання (425/км²).
Расовий склад населення:
| - 89,7 % — білих - 2,6 % — азіатів - 1,9 % — чорних або афроамериканців - 0,6 % — корінних американців - 0,2 % — вихідців з тихоокеанських островів - 2,1 % — осіб інших рас |

До двох чи більше рас належало 3,0 %. Частка іспаномовних становила 9,2 % від усіх жителів.
За віковим діапазоном населення розподілялося таким чином: 33,0 % — особи молодші 18 років, 56,8 % — особи у віці 18—64 років, 10,2 % — особи у віці 65 років та старші. Медіана віку мешканця становила 36,8 року. На 100 осіб жіночої статі у переписній місцевості припадало 97,0 чоловіків; на 100 жінок у віці від 18 років та старших — 92,9 чоловіків також старших 18 років.
Середній дохід на одне домашнє господарство становив 107 598 доларів США (медіана — 85 893), а середній дохід на одну сім'ю — 117 155 доларів (медіана — 97 579). Медіана доходів становила 68 958 доларів для чоловіків та 47 598 доларів для жінок. За межею бідності перебувало 2,9 % осіб, у тому числі 2,6 % дітей у віці до 18 років та 3,2 % осіб у віці 65 років та старших.
Цивільне працевлаштоване населення становило 9936 осіб. Основні галузі зайнятості: освіта, охорона здоров'я та соціальна допомога — 21,1 %, фінанси, страхування та нерухомість — 16,9 %, науковці, спеціалісти, менеджери — 13,7 %, роздрібна торгівля — 13,4 %.